# 黃茂榮
黃茂榮（1944年1月11日—2025年1月25日），台灣法律學者，德國杜賓根大學法學博士。專攻領域為債法及稅法。曾為國立臺灣大學法律學院終身特聘教授講座教授，曾任中華民國司法院大法官。

## 經歷
- 華盛頓大學博士後研究員（1974年8月－1975年7月）
- 法務部民法研究修正委員會委員
- 行政院公平交易委員會委員
- 交通部法規會委員
- 教育部第三屆國家講座
- 國立台灣大學法律學院終身特聘教授講座教授
- 國立台灣大學法律學院財經法研究中心主任
- 東吳大學法學院法律系兼任教授
- 國立台灣海洋大學海洋法律研究所兼任教授
- 2008年10月9日經中華民國總統任命為司法院大法官，任期自2008年11月1日起至2016年10月31日止。
- 中南大学客座教授（2007年）

## 著作
- 《法學方法與現代民法》
- 《法學方法與現代稅法》
- 《民事法判解評釋》（增訂版）
- 《公平交易法理论与实务》
- 《债法總論》(五冊)
- 《買賣法》
- 《民法總則》（判解實例）
- 《支票法案例體系》（增訂版）
- 《爭取融資與確保債權》(上、下冊)
- 《買賣法》（增訂版）
- 《支票問題與問題支票》(增訂版)
- 《公司、合夥（法規、判決、 解釋、令函）體系大全》
- 《植根稅捐法規彙編》（一）
- 《基本法規．土地稅．房屋稅．契 稅、工程受益費、植根稅捐法案例體系》
- 《土地稅》（上、下冊）
- 《植根稅捐法案例體系》
- 《稅捐法論衡》
- 《稅法總論》(三冊)
- 《稅法各論》

## 外部連結
- 台灣大學法律學院關於黃茂榮的介紹 （页面存档备份，存于）